# Conlon Nancarrow
Conlon Nancarrow est un compositeur américain, naturalisé mexicain, né à Texarkana le 27 octobre 1912 et mort à Mexico le 10 août 1997.
Le travail de composition de Conlon Nancarrow est consacré à l'exploration méthodique de phénomènes rythmiques très complexes (polyrythmie, polytemporalité, canon de proportion, etc.), appliqués presque exclusivement au piano pneumatique (le seul instrument capable, dans le Mexique des années 1940, d’exécuter ses œuvres).
Très influencé par le jazz à ses débuts, il s'oriente petit à petit vers un langage plus expérimental, rejoignant alors certaines des préoccupations de compositeurs comme Elliott Carter, György Ligeti ou Iannis Xenakis notamment.

## Biographie
Né en 1912 dans l'Arkansas aux États-Unis, il effectue ses études musicales au Cincinnati College Conservatory. En 1930, il entend pour la première fois le Sacre du Printemps et décide de devenir compositeur. Il épouse la chanteuse et contrebassiste Helen Rigby en 1932 puis s'installe à Boston en 1934 pour suivre les enseignements de Roger Sessions, Walter Piston, Nicolas Slonimsky. Il s’engage au parti communiste.
En 1936, il travaille en Europe en tant que trompettiste de jazz et s'engage dans la Brigade Abraham Lincoln en 1937, puis part faire la guerre en Espagne contre Franco. Il divorce la même année. Dès 1938, Slonimsky publie ses premières pièces, la Toccata pour violon et piano, ainsi que le Prélude et Blues pour piano. L'année suivante, la Brigade Abraham Lincoln est dissoute et il retourne aux États-Unis, à New York, où il rencontre Elliott Carter, Aaron Copland, Wallingford Riegger et Minna Lederman (en). Quatre articles sont publiés sur lui dans le journal Modern Music. Il lit The New Musical Resources de Henry Cowell.
En 1940, il s’exile à Mexico où il prendra la nationalité mexicaine. En 1947, il retourne à New York acheter un piano pneumatique et y entend les Sonates et Interludes de John Cage. L'année suivante, il rentre à Mexico, où il épouse en deuxièmes noces Annette Margolis, artiste peintre et assistante de Diego Rivera. Nancarrow commence à composer ses Études pour piano pneumatique. La première sera numérotée « no 3 ». 
Elliott Carter publie dans la revue New Music la première Étude de Nancarrow en 1951 et, en 1955, il écrit un article dans The Score intitulé « The Rythmic basis of American music », dans lequel il mentionne Nancarrow. Celui-ci devient citoyen mexicain. À partir de 1960, John Cage commence à s’intéresser à lui. Le chorégraphe Merce Cunningham utilise des Études de Nancarrow pour un spectacle chorégraphique. Rodolfo Halffter persuade Nancarrow de déplacer son piano pneumatique pour le seul concert que l’on entendra avant les années 1990. L’ensemble Cunningham part en tournée mondiale présenter le spectacle chorégraphique sur une musique de Nancarrow en 1964.
En 1969, la maison de disques Columbia édite le premier enregistrement des Études de Nancarrow. Celui-ci épouse en troisièmes noces l'archéologue japonaise Yoko Segiura, qui travaille au Mexique. À partir de 1972, une correspondance commence à s’établir entre Nancarrow et le compositeur Peter Garland (en), éditeur de la revue Soudings. Garland publie l’Étude no 25 dans « Soudings » en 1975 et le disque Selected Studies for Player Piano, vol. 1 l'année suivante. La période 1976-1984 est marquée par d'importants bouleversements dans la carrière de Nancarrow : 1750 Arch Records édite quatre disques des Études de Nancarrow jusqu’à l’Étude no 41. Frank Zappa, qui apprécie beaucoup l’œuvre du compositeur mexicain, lui rend hommage dans l’album Tinseltown Rebellion (chanson « Peaches III ») en 1981. Cette année est également marquée par l'intervention d'Eva Soltes, qui devient son manager et le convainc de faire des concerts. L'année suivante, il reçoit un prix de 300 000 dollars du MacArthur « Genius » Award et devient compositeur résident du Festival Cabrillo (en). Jusqu'en 1987, il participe à de nombreux concerts et festivals à travers le monde. En 1990, l’université de Mexico présente deux jours de festival autour de la musique de Conlon Nancarrow.
Il meurt à Mexico le 10 août 1997.

## Catalogue des œuvres
- Sarabande and Scherzo for Oboe, Bassoon and Piano (1930)
- Blues for Piano (1935)
- Prelude for Piano (1935)
- Toccata for Violin and Piano (1935)
- Septet (1940)
- Sonatina for Piano (1941)
- Three Two-Part Studies for Piano (début des années 1940)
- Trio no 1 for Clarinet, Bassoon and Piano (1942)
- Piece no 1 for Small Orchestra (1943)
- String Quartet (1945)
- Untitled Musique Concrete Piece (1950). Pièce pour bande magnétique
- De 1948 à 1993 : 51 Études pour piano pneumatique
- For Yoko (1992) pour piano pneumatique
- Contraption no 1 (1992) pour piano et ordinateur
- Tango (1984)
- Piece no 2 for Small Orchestra (1986)
- String Quartet no 3 (1988)
- Two Canons for Ursula (1988) pour piano
- Trio no 2 for Oboe, Bassoon and Piano (?)
- Concerto for Player Piano and Orchestra (?)
- Quintet (?)

## Discographie
Toutes les Études ont été enregistrées chez WERGO à l’exception de l’Étude n° 51. Les deux pièces pour piano pneumatique For Yoko et Contraption no 1 n’ont pas encore fait l’objet d’enregistrement.
- Studies for Player Piano Vol. 1 & 2, Wergo, WER 6168-2

Vol. 1 : Études n° 3a, 3b, 3c, 3d, 3e, 20, 44, 41a, 41b, 41c
Vol. 2 : Études no 4, 5, 6, 14, 22, 26, 31, 35, 32, 37, Tango, 40a, 40b
- Studies for Player Piano Vol. 3 & 4, Wergo, WER

Vol. 3 : Études no 1, 2a, 2b, 7, 8, 10, 15, 21, 23, 24, 25, 33, 43, 50
Vol. 4 : Études no 9, 11, 12, 13, 16, 17, 18, 19, 27, 28, 29, 34, 36, 46, 47
- Studies for Player Piano Vol. 5, Wergo, WER

Vol. 5 : Études no 42, 45a, 45b, 45c, 48a, 48b, 48c, 49a, 49b, 49c
- Conlon Nancarrow, Studies, Ensemble Modern, dir. Ingo Metzmacher, RCA Victor Red Seal, 09026 61180 2, BMG Music, 1993.

Tango, Toccata, Piece no 2 for Small Orchestra, Trio, Sarabande & Scherzo, transcription pour orchestre de dix Études.
- Kronos Quartet, Sculthorpe, Sallinen, Glass, Nancarrow, Hendrix, Nonesuch Digital, WEA, 7559-79111-2, 1986.

Premier quatuor à cordes.
- Le pianiste de jazz Jason Moran réinterprète l'étude no 6 sur son disque Ten (2010)